# Megalochórion (ort i Grekland)
Megalochórion är en ort i Grekland.   Den ligger i prefekturen Nomós Lésvou och regionen Nordegeiska öarna, i den östra delen av landet, 260 km öster om huvudstaden Aten. Megalochórion ligger 572 meter över havet och antalet invånare är 325. Den ligger på ön Lesbos.
Terrängen runt Megalochórion är huvudsakligen kuperad. Megalochórion ligger uppe på en höjd.  Närmaste större samhälle är Mytilene, 19,2 km nordost om Megalochórion. 